# Phil Manzanera
Phil Manzanera és el nom artístic de Philip Geoffrey Targett-Adams, nascut el 31 de gener de 1949 a Londres (Anglaterra), guitarrista i productor discogràfic, fill de pare anglès i mare colombiana. Va tocar amb Quiet Sun i amb Roxy Music.
Educat al Dulwich College, va formar la banda 801, la qual incloïa en el seu repertori alguns clàssics de Roxy Music i Brian Eno.
La pista Wish you well del seu últim disc, 6 pm, és un homenatge a Ian Macdonald (exmembre de King Crimson i Foreigner).
Manzanera va aparèixer breument tocant un sol de guitarra en el sisè episodi, titulat Psirens, de la sèrie Red Dwarf. Al mateix van aparèixer només les seves mans tocant la guitarra. El lloc Internet Movie Database acredita el seu rol com «Hands of Psiren Lister». En pantalla va aparèixer en els títols de crèdit com «les mans de Phil Manzanera».

## Productor
La primera vegada que va exercir com a productor per a una banda hispana va ser el 1990 per al grup malagueny Los Mosquitos, i a continuació, el mateix any, va produir el disc Senderos de traición de la banda espanyola Héroes del Silencio, que a la fi va ser el que li va donar renom dins de la indústria espanyola i llatina, produint també per a aquest mateix mateix grup El espíritu del vino el 1993, disc en el qual a més va col·laborar tocant la guitarra rítmica. Phil Manzanera va coproduir l'àlbum de David Gilmour On an Island. Dins del cercle de fans de Gilmour, Manzanera s'ha guanyat el sobrenom de «El Magnífico».

## Discografia
- 1974: Taking Tiger Mountain (By Strategy) amb Brian Eno
- 1975: Diamond Head
- 1975: Mainstream, amb la banda Quiet Sun
- 1976: 801 live
- 1977: Listen now
- 1978: K-Scope
- 1982: Primitive guitars
- 1987: Wetton/Manzanera
- 1987: Guitarrissimo
- 1988: Nowomowa: the wasted lands
- 1988: Crack the whip
- 1989: Up in smoke
- 1990: Mato Grosso (amb Sérgio Dias)
- 1990: Southern Cross
- 1993: Live at the Karl Marx
- 1997: One world
- 1997: Mainstream
- 1997: A million reasons why
- 1997: Manzanera & MacKay
- 1998: Live at Manchester University
- 2001: Vozero
- 2001: Manzanera archives: 801 Live @ Hull
- 2001: Manzanera archives: Rare one
- 2002: 801 Latino (en viu)
- 2004: 6 pm
- 2005: 50 minutes later
- 2008: Firebird V11'
- 2015: The Sound of Blue
- 2016: Live at the Curious Arts Festival (en viu)

### Com a productor
- 1976: Split Enz: Second thoughts
- 1990: Los Mosquitos: Revolución
- 1990: Héroes del Silencio: Senderos de traición
- 1991: Gabinete Caligari: Cien mil vueltas
- 1993: Héroes del Silencio: El espíritu del vino
- 1994: Antonio Vega: Océano de sol
- 1994: Os Paralamas do Sucesso: Severino
- 1994: Fito Páez: Circo beat
- 1996: Aterciopelados: La pipa de la paz
- 1996: Robi Draco Rosa: Vagabundo
- 1997: Enrique Bunbury: Radical sonora
- 2000: Mónica Naranjo: Minage
- 2006: David Gilmour: On an island
- 2008: Enrique Bunbury: Hellville de luxe
- 2010: The Hall Effect: The Hall Effect
- 2014: Pink Floyd: The Endless River
- 2015: David Gilmour: Rattle That Lock

## Altres
- Director musical del festival Guitar Legends, a Sevilla (Espanya).